# Uthukkottai
Uthukkottai (Tamil: ஊத்துக்கோட்டை Ūttukkōṭṭai [ˈut̪ːɯˌkːoːʈːɛi̯]; auch Uthukottai) ist eine Stadt im indischen Bundesstaat Tamil Nadu mit knapp 13.000 Einwohnern (Volkszählung 2011).
Uthukkottai liegt knapp 60 Kilometer nordwestlich von Chennai (Madras) und 70 Kilometer südöstlich von Tirupati im Distrikt Tiruvallur unmittelbar an der Grenze zum Nachbarbundesstaat Andhra Pradesh. Die Stadt ist Hauptort des Taluks Uthukkottai. Durch Uthukkottai fließt der Fluss Arani Nadi. Außerdem kreuzt hier der Kanal, der den Kandaleru-Stausee in Andhra Pradesh mit dem Poondi-See in Tamil Nadu verbindet und so Chennai mit Trinkwasser aus dem Krishna-Fluss versorgt, die Bundesstaatsgrenze. 
Nur zwei Kilometer westlich von Uthukkottai, aber jenseits der Grenze zu Andhra Pradesh, befindet sich im Dorf Suruttapalli der dem Gott Shiva geweihte Pallikondeswarar-Tempel. Er hat die Besonderheit aufzuweisen, dass der Gott hier in liegender Position dargestellt wird – eine für Shiva höchst ungewöhnliche Darstellungsweise, die sonst bei Vishnu anzutreffen ist.
87 Prozent der Einwohner Uthukkottais sind Hindus, 8 Prozent sind Muslime und 4 Prozent Christen. Die Hauptsprache ist, wie in ganz Tamil Nadu, das Tamil, das von 72 Prozent der Bevölkerung als Muttersprache gesprochen wird. 19 Prozent sprechen Telugu, 7 Prozent Urdu und 1 Prozent Hindi.